# Salpicadura (mecánica de fluidos)

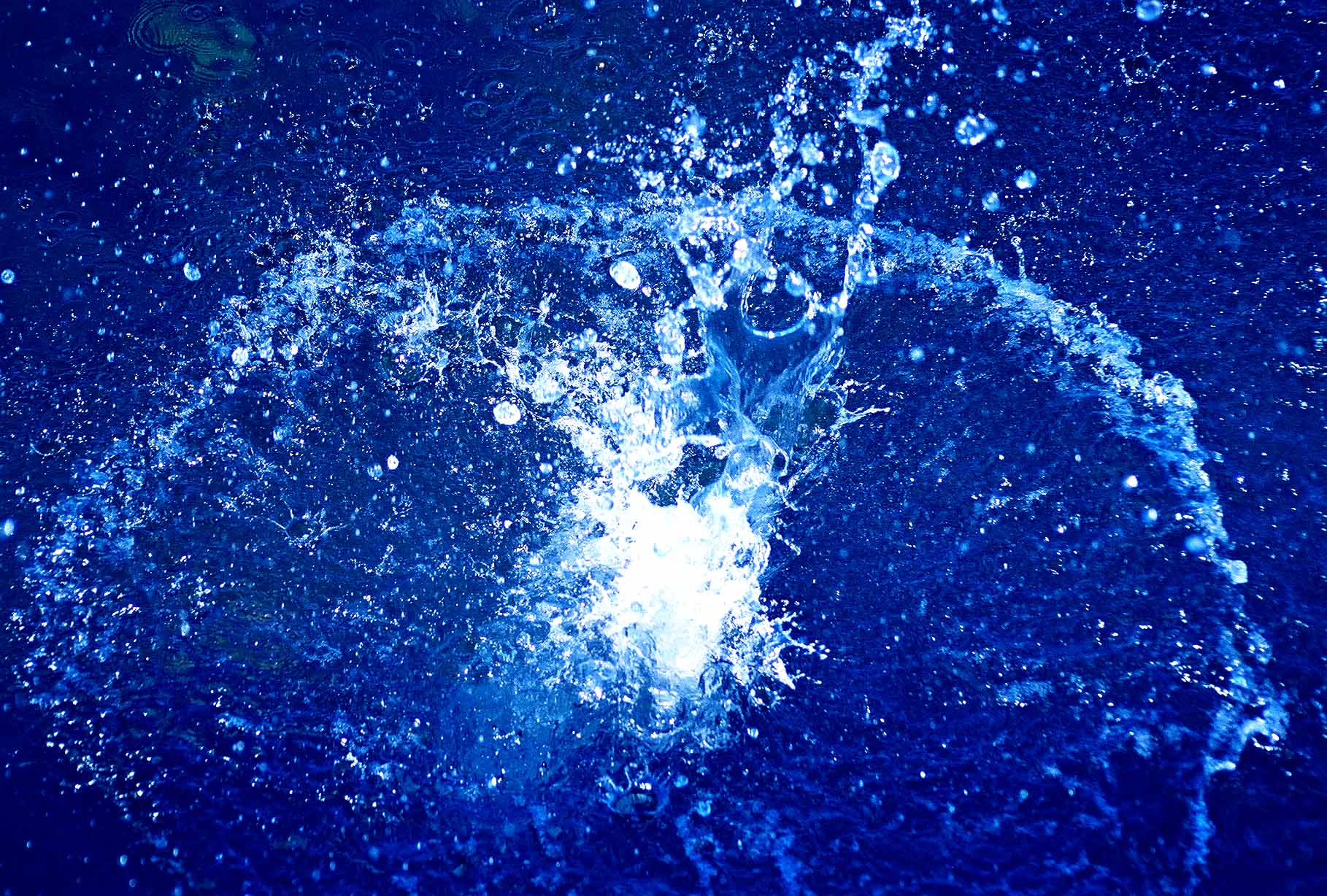
un chapoteo después de que medio ladrillo golpee el agua, la imagen mide aproximadamente medio metro de ancho

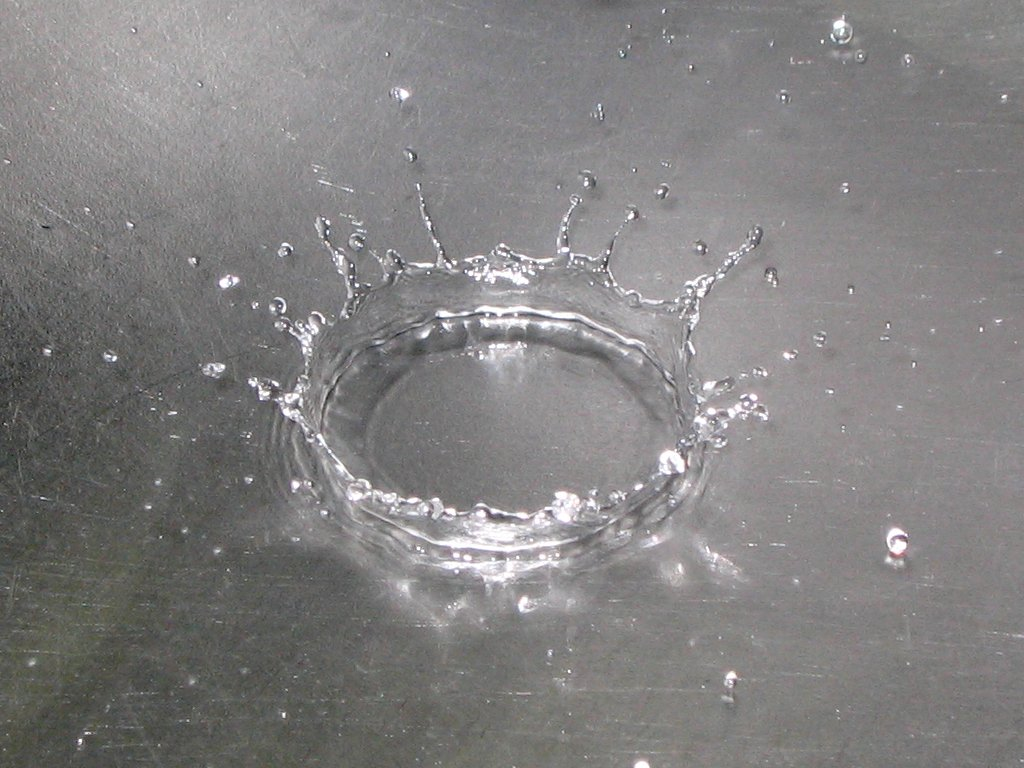
Una gota de agua chapoteando en una superficie dura

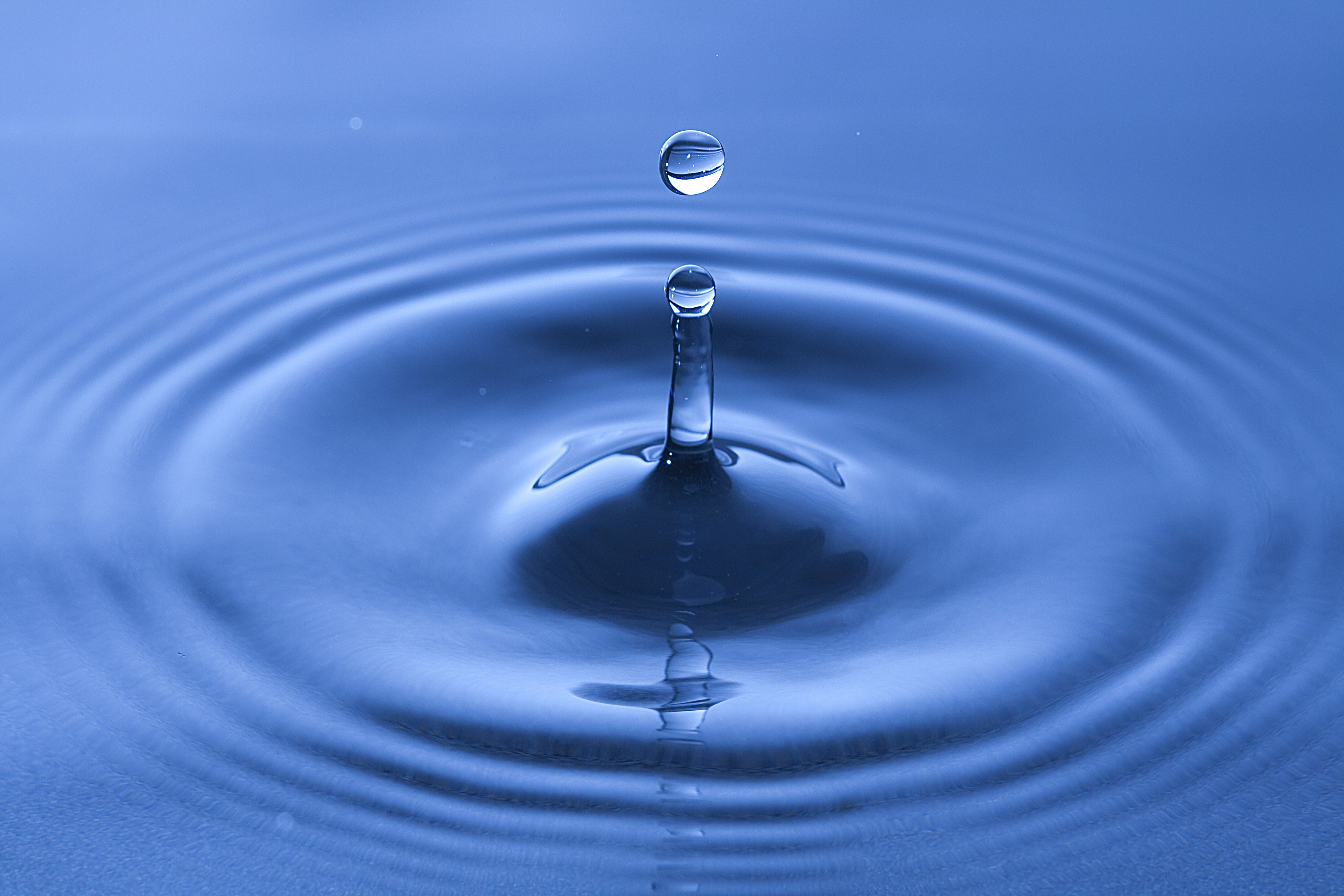
Una gota de agua salpica una superficie de agua, mostrando la formación de un chorro trasero

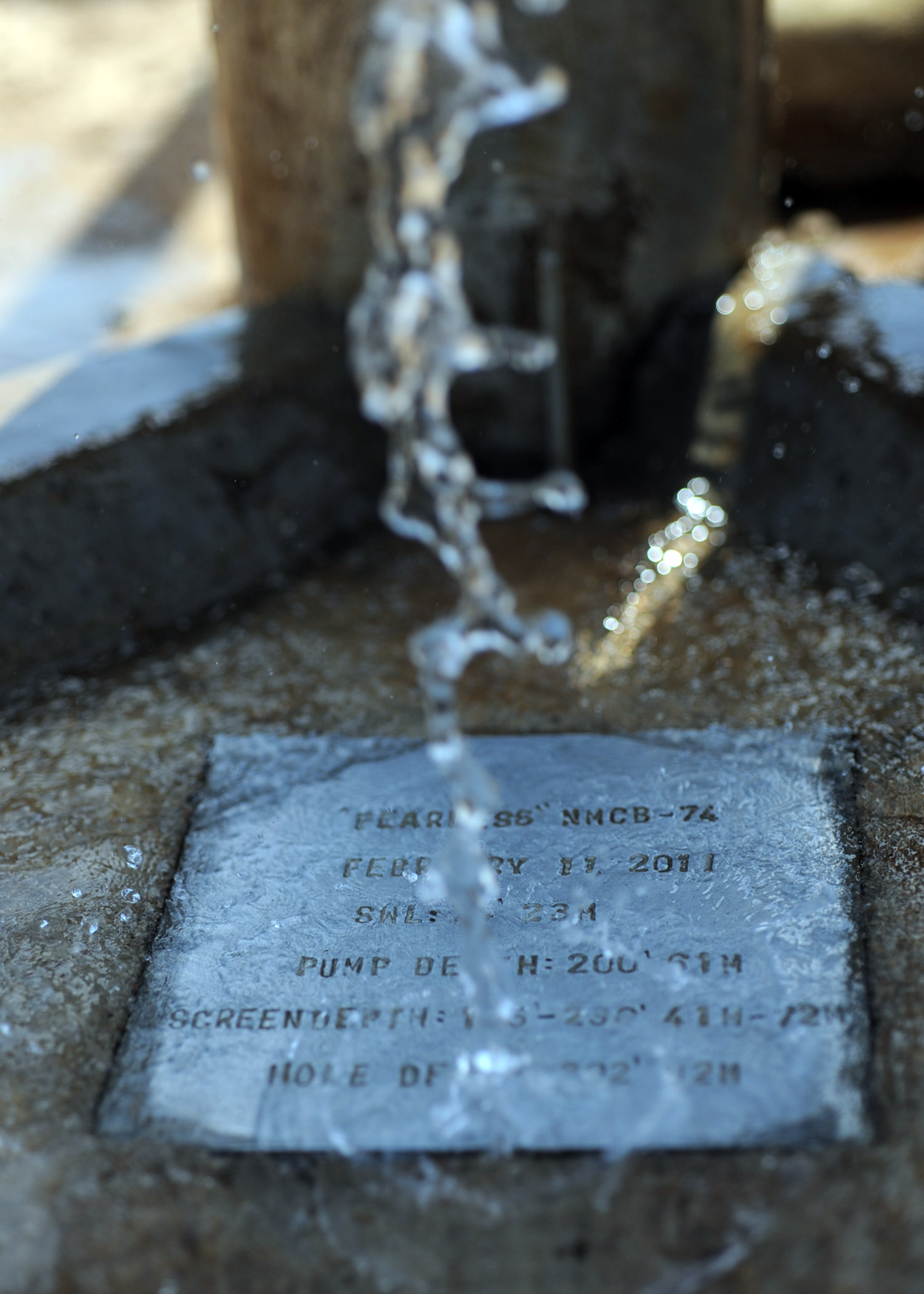
El agua extraída de un pozo cae sobre la placa de salpicadura del pozo.

En la mecánica de fluidos, una salpicadura es una perturbación repentina de la superficie de un líquido que por lo demás está inactiva (generalmente agua). La perturbación generalmente es causada por un objeto sólido que golpea repentinamente la superficie, aunque pueden producirse salpicaduras en las que el líquido en movimiento suministra energía. Las salpicaduras también ocurren cuando una gota de líquido impacta sobre un líquido o una superficie sólida. En este caso, generalmente se forma una corona simétrica como se muestra en la famosa fotografía de salpicaduras de leche de Harold Edgerton. Históricamente, Worthington (1908) fue el primero que investigó sistemáticamente la dinámica de las salpicaduras utilizando fotografías.s.
Las salpicaduras se caracterizan por un flujo balístico transitorio, y se rigen por el número de Reynolds y el número de Weber. En la imagen de un ladrillo chapoteando en el agua a la derecha, uno puede identificar libremente las gotas de agua en el aire, un fenómeno típico de los altos flujos de números de Reynolds; las intrincadas formas no esféricas de las gotas muestran que el número de Weber es alto. También se ven burbujas arrastradas en el cuerpo del agua y un anillo de perturbación en expansión que se propaga fuera del lugar del impacto.
Las salpicaduras a pequeña escala en las que una gota de líquido golpea una superficie libre pueden producir formas simétricas que se asemejan a una corona; La leche se usa a menudo ya que es opaca.
Se dice que la arena salpica si se golpea suficientemente fuerte (ver arenas movedizas secas) y, a veces, el impacto de un meteorito se conoce como salpicadura, si se forman pequeños trozos de eyección.
El físico Lei Xu y sus colegas de la Universidad de Chicago descubrieron que la salpicadura causada por el impacto de una pequeña gota de etanol en una superficie seca y sólida podría eliminarse reduciendo la presión por debajo de un umbral específico. Para gotas de diámetro de 3.4 mm que caen a través del aire, esta presión fue de aproximadamente 20 kilopascales, o 0.2 atmósferas.

## Plato de salpicaduras
Una placa hecha de un material duro sobre el cual se diseña una corriente de líquido para caer se llama "placa de salpicadura". Puede servir para proteger el suelo de la erosión por la caída de agua, como debajo de una cascada artificial o una salida de agua en un suelo blando. Las placas contra salpicaduras también forman parte de las boquillas de rociado, como en los sistemas de riego por aspersión.